# Gymnothorax flavimarginatus
Gymnothorax flavimarginatus är en fiskart som först beskrevs av Rüppell, 1830.  Gymnothorax flavimarginatus ingår i släktet Gymnothorax och familjen Muraenidae. Inga underarter finns listade i Catalogue of Life.